# Jeff Probst

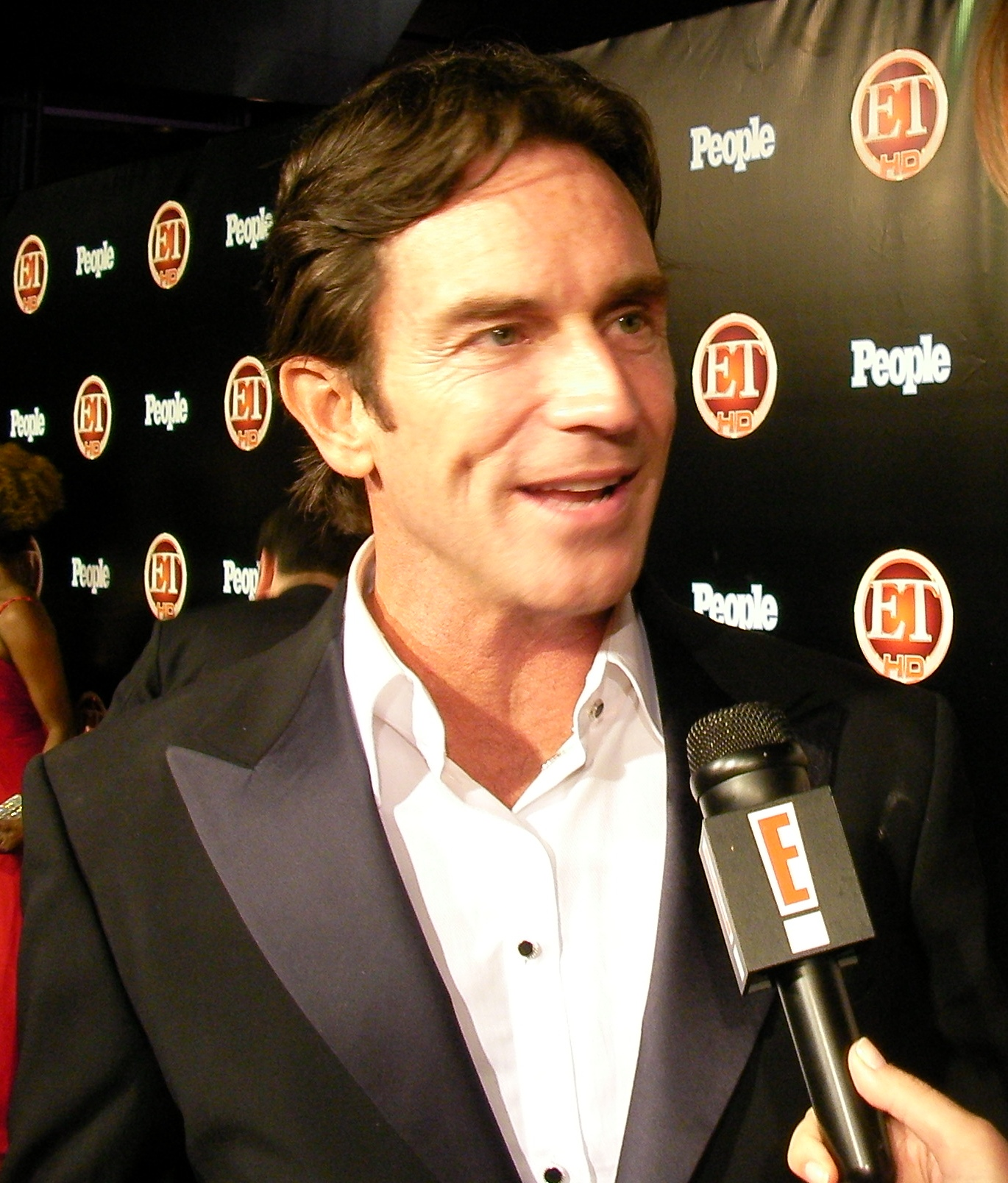
Jeff Probst

Jeff Probst, właśc. Jeffrey Lee Probst (ur. 4 listopada 1962 w Wichicie) – amerykański reporter, producent i prowadzący program Survivor.

## Życiorys

### Młodość
Urodził się w Wichicie, ale wychowywał głównie w Bellevue w stanie Waszyngton. Po ukończeniu szkoły średniej w 1979 r. rozpoczął studia na Seattle Pacific University. Później pracował dla Boeinga jako producent i narrator marketingowych kaset wideo.

### Kariera
Karierę telewizyjną rozpoczął w 1996 r. prowadząc półgodzinny program Backchat, w którym odpowiadał na listy od widzów. Dwa lata później, w 1998 r. telewizja VH1 wybrała go na gospodarza programu Rock & Roll Jeopardy! którym był przez trzy lata. W tym samym czasie pracował także jako korespondent dla Access Hollywood. Wcześniej prowadził rozmaite programy w KIRO – TV, lokalnym oddziale stacji CBS w Seattle.
W 2000 r. poprowadził pierwszą edycję programu Survivor, który przyniósł mu nie tylko ogromną popularność, lecz także nagrodę Emmy. Jak sam stwierdził ciężko pracował, by spotkać się z twórcą serii, Markiem Burnettem i zasugerować mu, by wybrał go na gospodarza programu. Świetnie sprawdził się w tej roli, a powiedzenie „Twoje plemię przemówiło. Czas na ciebie” wygłaszane do zawodnika opuszczającego program, stało się jego znakiem rozpoznawczym.
W 2001 r. został scenarzystą i reżyserem filmu Finder’s Fee, który zrobił dla wytwórni LionsGate film. W produkcji zagrali m.in. James Earl Jones, Robert Forster, Matthew Lillard i Ryan Reynolds. Premiera odbyła się na Międzynarodowym Festiwalu Filmów w Seattle, gdzie obraz zdobył nagrody w kategoriach najlepszy film oraz najlepszy reżyser. Doceniono go także na innych festiwalach m.in. Method Fest Independent Film Festival, gdzie otrzymał nagrodę za najlepszy scenariusz. W latach 2002–2004 pracował przy animowanym programie Fillmore! w którym użyczał swojego głosu jednej z postaci.

## Działalność charytatywna
W wolnych chwilach działa w fundacji Elizabeth Glaser Pediatric AIDS Foundation (EGPAF). Jako jej przedstawiciel zainicjował spotkanie uczestników Survivor: Africa ze szpitalem w Wambie w Kenii, by mogli dostarczyć do niego dary. W rezultacie szpital stał się oficjalnym „podopiecznym” fundacji i regularnie otrzymuje z niej wsparcie w postaci testów i leków przeciwko HIV oraz niezbędnego zaopatrzenia. Może też liczyć na pomoc konsultantów i pedagogów.
Także program Survivor pomaga fundacji w zbieraniu funduszy, poprzez wystawianie na aukcji EBay przedmiotów i charakterystycznych rekwizytów z każdej edycji. Aukcje rozpoczynają się zaraz po finale każdego sezonu. Do tej pory uzbierano w ten sposób blisko milion dolarów.
W 2007 r. założył niekomercyjny projekt The Serpentine Project, dzięki któremu młodzież ma szansę na realizację swoich marzeń.

## Życie prywatne
W 1997 r. poślubił Shelley Wright, z którą rozwiódł się po pięciu latach małżeństwa.
W 1999 r. został wyświęcony na pastora przez Uniwersalny Kościół Życia. Ujawnił to podczas specjalnego odcinka Survivor: All Stars, kiedy to zaoferował udzielić ślubu Robowi Mariano i Amber Brkich. Udzielił również ponownego ślubu swoim rodzicom z okazji 35 rocznicy małżeństwa.

## Nagrody i nominacje
- W 2001 r. magazyn People wybrał go jednym z 50 najpiękniejszych ludzi roku.
- W 2003 r. został nominowany do nagrody Awards Choice Teen w kategorii najlepszy gospodarz programu reality show.
- Za Survivor: Palau zdobył nagrodę Emmy dla najlepszego prowadzącego.
- 21 września 2008 r. wygrał pierwszą Primetime Emmy Award. Tę samą nagrodę otrzymał jeszcze w 2009 i 2010 roku.

## Ciekawostki
- Po każdej edycji Survivor zachowuje sobie na pamiątkę pochodnię[5].
- Jego rodzinnym miastem jest Wichita w Kansas, ale kiedy nie podróżuje po świecie mieszka w Los Angeles.